# Roman Maksymilian Cichon
Roman Maksymilian Cichon, profesor dr hab., ur. 29 maja 1941 w Bydgoszczy, nauki rolnicze (technologia żywności i żywienia). Ukończył WSR w Olsztynie w 1963 r., doktorat w 1970, habilitacja - 1980, profesura - 1993. Do 2006 pracownik UWM w Olsztynie, obecnie kierownik Katedry Żywienia i Dietetyki CM UMK w Bydgoszczy.
Współautor ponad 100 oryginalnych publikacji naukowych (w tym kilkanaście w światowych, renomowanych czasopismach naukowych), 4 haseł w brytyjskiej encyklopedii naukowej, 3 rozdziałów w podręcznikach akademickich, promotor 5 przewodów doktorskich, recenzent wielu prac doktorskich, przewodów habilitacyjnych i profesorskich, z doświadczeniem nabytym podczas prawie 5 latach pracy w Kanadzie, Szwecji, Danii i W. Brytanii. 

## Praca zawodowa (WSR/ART/UWM)
- Katedra Technologii Żywności i Przechowalnictwa (1963-64 asystent stażysta, 1964-65 stażysta, 1966-70 starszy asystent, adiunkt)
- Zakład Ogólnej Technologii Żywności (1970-80 adiunkt)
- Zakład Żywienia Człowieka, Instytut Inżynierii i Biotechnologii Żywności (1980-1982)
- Zakład Technologii Żywienia (1982-1983, docent)
- Zakład Podstaw Żywienia Człowieka (1983-88, kierownik)
- Instytut Żywienia Człowieka (1989-93, docent, od 1993 profesor nadzwyczajny, od 1998 dyrektor)

Badania: wartość odżywcza i biodostępność składników pokarmowych oraz czynniki warunkujące; sposób żywienia i stan żywienia ludności.

## Publikacje
- Natritional evaluation of meat-soybean protein produkt blend. J. Sci. Agric., 31, 1980
- Diseases transmiter by food. W: Encyklopedia of Ford Science, Ford Technology and Nutrition, Academic Press, London 1993
- Zoocenoses W: Encyklopedia of Ford Science, Ford Technology and Nutrition, Academic Press, London 1993
- Lipids in human nutrition, w: Chemical and Functional Properties of Food Lipids, CRS Press, London 2003.

## Członkostwo w organizacjach i stowarzyszeniach
- Polskie Towarzystwo Fizjologiczne
- Polskie Towarzystwo Nauk Żywieniowych
- Komitet Żywienia Człowieka PAN
- Komitet Narodowy ds. Współpracy z Międzynarodową Unią Nauk Żywieniowych (IUNS)
- Studenckie Koło Technologów Żywności (1961, prezes w latach 1961-74)
- Studenckie Koło Filmowe FENIKS (współorganizator w 1968, w latach 1968-75 opiekun merytoryczny

## Nagrody i odznaczenia
- Nagrody Ministra Nauki, Szkolnictwa Wyższego i Techniki, indywidualne trzeciego stopnia (1971, 1981)
- Zasłużony Działacz Kultury (1978)
- Srebrny Krzyż Zasługi (1984)